# Andrew Lawrence (attore)
Andrew James Lawrence (Filadelfia, 12 gennaio 1988) è un attore e regista statunitense.
Conosciuto anche come Andy Lawrence o Andrew J. Lawrence, è il fratello minore degli attori Joey e Matthew Lawrence.

## Filmografia parziale

### Cinema
- Victim of Rage (Cries Unheard: The Donna Yaklich Story) (1994)
- Prince for a Day (1995)
- Una famiglia a tutto gas (Brotherly Love) (1995)
- Il rovescio della medaglia (White Man's Burden) (1995)
- Brothers of the Frontier (1996)
- Deadly Web (1996)
- Mr. Bean - L'ultima catastrofe (Bean) (1997)
- Young Hearts Unlimited (1998)
- Jack Frost (1998)
- Family Tree (1999)
- Ricreazione - La scuola è finita (2001)
- Ricreazione: Natale sulla terza strada (2001)
- Ricreazione: Stiamo crescendo (2003)
- Ricreazione: Un nuovo inizio (2003)
- Oliver Beene (2004)
- Sniper 3 - Ritorno in Vietnam (Sniper 3) (2004)
- Innocenti presenze (Fingerprints) (2006)

### Televisione
- Una vacanza di tutto lavoro (Horse Sense), regia di Grag Beeman – film TV (1999)
- Vi presento l'altro me (The Other Me), regia di Manny Coto – film TV (2000)
- In vacanza con i pirati (Jumping Ship), regia di Michael Lange – film TV (2001)
- The Guardian – serie TV, episodio 2x02 (2002)
- La sfida di Jace (Going to the Mat), regia di Stuart Gillard – film TV (2004)
- United States of Tara – serie TV, 8 episodi (2009)
- Castle - serie TV, episodio 3x21 (2011)
- Melissa & Joey – serie TV, episodio 1x26 (2011)
- Hawaii Five-0 – serie TV, 17 episodi (2013-2018)
- Perception – serie TV, episodio 2x11 (2014)

## Regia

### Televisione
- Frankie, ti presento Jack (2023)

## Doppiatori italiani
Nelle versioni in italiano delle opere in cui ha recitato, Andrew Lawrence è stato doppiato da:
- Domitilla D'Amico in Mr. Bean - L'ultima catastrofe, Una vacanza di tutto lavoro
- Marco Vivio ne La sfida di Jace
- Edoardo Stoppacciaro in CSI: NY
- Gabriele Patriarca in The Closer
- Fabrizio De Flaviis in Castle
- Daniele Raffaeli in Hawaii Five-0 (ep. 3x12)
- Davide Albano in Hawaii Five-0 (st. 6-9)
- Massimiliano Manfredi in Perception